# Çerkezfındıcak, Erbaa
Çerkezfındıcak là một xã thuộc huyện Erbaa, tỉnh Tokat, Thổ Nhĩ Kỳ. Dân số thời điểm năm 2011 là 68 người.